# Shelby, Wisconsin
Shelby là một thị trấn thuộc quận La Crosse, tiểu bang Wisconsin, Hoa Kỳ. Năm 2010, dân số của thị trấn này là 4.527 người.